# Gömörrákos
Gömörrákos (szlovákul: Rákoš) község Szlovákiában, a Besztercebányai kerületben, a Nagyrőcei járásban.

## Fekvése
Nagyrőcétől 18 km-re délre, a Keleti-Turóc bal partján fekszik.

## Története
A község területén a régészeti leletek tanúsága szerint már az újkőkorban is éltek emberek, a bükki kultúra népe lakott ezen a helyen.
Kövi (Rákos) várát az Ákos nembeli Detre építtette a 13. század közepe táján, először 1318-ban „Köwy” alakban említik. A települést ugyanekkor „Torpholua” néven említik. A vár 1367-ben romos állapotban volt, de a Csetnekiek és a Bebekek újjáépítették. Később vélhetően 1471 körül lerombolták és elpusztult, de romjai ma is láthatók. A falut 1359-ben „Tarfalva” néven említik, Szentháromság temploma 1397 előtt már állt. 1427-ben 23 porta után adózott. A Bebek család birtoka, majd a 17. században a Wesselényi, a 18. században a Csáky, a 19. században a Koháry és Coburg családoké. Lakói nagy része a török támadások elől elmenekült. 1556-ban csak 5 jobbágy és 5 zsellércsalád élt a településen. 1773-ban 20 jobbágy és 39 zsellércsaládja volt.
A 18. század végén Vályi András így ír róla: „RÁKOS. Tót falu Gömör Vármegyében, földes Ura Gróf Csáky Uraság, lakosai katolikusok, fekszik Jolsvához egy mértföldnyire, határbéli földgye néhol sovány, kősziklás, és hegyes, legelője elég, fája is van mind a’ kétféle, vasbányái hasznosak, meszet, és szenet is égetnek, második osztálybéli.”
1828-ban 91 házában 691 lakos élt, akik főként a bányászatból éltek.
Fényes Elek geográfiai szótárában eképpen ír a községről: „Rákos, tót falu, Gömör vmegyében, Ratkóhoz 1/2 órányira, két hegyoldalban: 73 kath., 618 evang. lak. Kath. és evang. anyatemplommal. Határa sovány, rétje kevés; s Zselezsnik hegynek nagy része ide esik, s belőle a lakosok sok vasat ásnak ki. Ugyanezen hegyben egy forrást is mondanak, melly dragobertfai dagadó forráshoz hasonló volna, az az a viz csak időről-időre folynék ki belőle. Ut. p. Rimaszombat.”
A 19. század végén határában megépült a Rákosbánya nevű bányásztelep, ahol vasércet, rezet, higanyt bányásztak. Ezen kívül kohászattal foglalkoztak, valamint szénégetésből és fuvarozásból éltek.
Borovszky Samu monográfiasorozatának Gömör-Kishont vármegyét tárgyaló része szerint: „Rákos, a Rákos és Túrócz patak mellett fekvő tót kisközség, 125 házzal és 703 ág. h. ev. és róm. kath vallású lakossal. Első nyomaira 1427-ben találunk, noha a község sokkal régibb. Földesurai a Bebekek voltak, azután a gr. Csáky család, most pedig a Coburg herczegi családnak van itt nagyobb birtoka és a rimamurány-salgótarjáni vasmű részvénytársaságnak egyik legnagyobb 85bányatelepe. A községhez tartozó Zamsok nevű hegyen templom vagy kolostor állott, melynek azonban már alig van némi nyoma. Róm. kath. temploma románkori építmény, nagyon érdekes falfestményekkel. Az ág. h. ev. templom 1810-ben épült. A községben van posta, távírója és vasúti állomása pedig Jolsva.”
1920-ig Gömör-Kishont vármegye Nagyrőcei járásához tartozott.
1922-ben a bányászatot leállították. Lakói részt vettek a szlovák nemzeti felkelésben, erre emlékmű is utal a faluban. 1952-től újabb bányákat nyitottak a község területén.

## Népessége
| Év:            | 1994. | 2004.   | 2014.   | 2024.   |
| -------------- | ----- | ------- | ------- | ------- |
| Emberek száma: | 382   | 413     | 428     | 402     |
| Eltérés:       |       | +8,11 % | +3,63 % | -6,07 % |

| Év:            | 2023. | 2024.   |
| -------------- | ----- | ------- |
| Emberek száma: | 405   | 402     |
| Eltérés:       |       | -0,74 % |

1880-ban 463 lakosából 6 magyar, 38 német és 409 szlovák anyanyelvű volt. Ebből 389 evangélikus, 70 római katolikus és 4 izraelita vallású volt.
1890-ben 443 lakosából 13 magyar, 16 német és 406 szlovák anyanyelvű volt. Ebből 371 evangélikus, 65 római katolikus, 4 görögkatolikus, 2 izraelita és 1 református vallású volt.
1900-ban 703 lakosából 1 cigány, 37 német, 209 magyar, 445 szlovák és 8 egyéb anyanyelvű volt. Ebből 465 evangélikus, 198 római katolikus, 23 református, 13 görögkatolikus és 4 izraelita vallású volt.
1910-ben 897 lakosából 616 magyar, 229 szlovák, 17 német, 5 román, 2 horvát, 1-1 ruszin és szerb, illetve 26 egyéb anyanyelvű volt. Ebből 478 evangélikus, 325 római katolikus, 64 református, 22 görögkatolikus és 8 izraelita vallású volt.
1921-ben 805 lakosából 8 német, 10 zsidó, 142 magyar és 637 csehszlovák volt. Ebből 453 evangélikus, 286 római katolikus, 34 református, 22 görögkatolikus és 10 izraelita vallású volt.
1930-ban 795 lakosából 3 zsidó, 71 magyar, 677 csehszlovák és 44 állampolgárság nélküli volt. Ebből 458 evangélikus, 291 római katolikus, 23 görögkatolikus, 16 református és 7 izraelita vallású volt.
1991-ben 400 lakosából 3 cseh, 11 magyar, 36 cigány és 350 szlovák volt.
2001-ben 403 lakosából 1 ukrán, 4 magyar, 20 cigány, 365 szlovák és 13 ismeretlen nemzetiségű volt.
2011-ben 420 lakosából 1 magyar, 2 cseh, 17 cigány, 316 szlovák és 84 ismeretlen nemzetiségű.

## Nevezetességei
- A falu határában állnak Kövi (Rákos) várának romjai.
- Római katolikus temploma a 13. század második felében épült, román-gótikus stílusban. A 16. században és a 18. század közepén átépítették. Gótikus falfestményei a 14.–15. században készültek. Berendezése 17. századi barokk, ekkor készült festett famennyezete is.
- Evangélikus temploma 1819-ben épült rokokó-klasszicista stílusban.

## Külső hivatkozások
- Tourist-channel.sk
- Alapinformációk[halott link]
- Községinfó
- Gömörrákos Szlovákia térképén
- Rákos várának leírása
- Képek és alaprajz a várról
- E-obce.sk